# Basilika Unserer Lieben Frau von Afrika

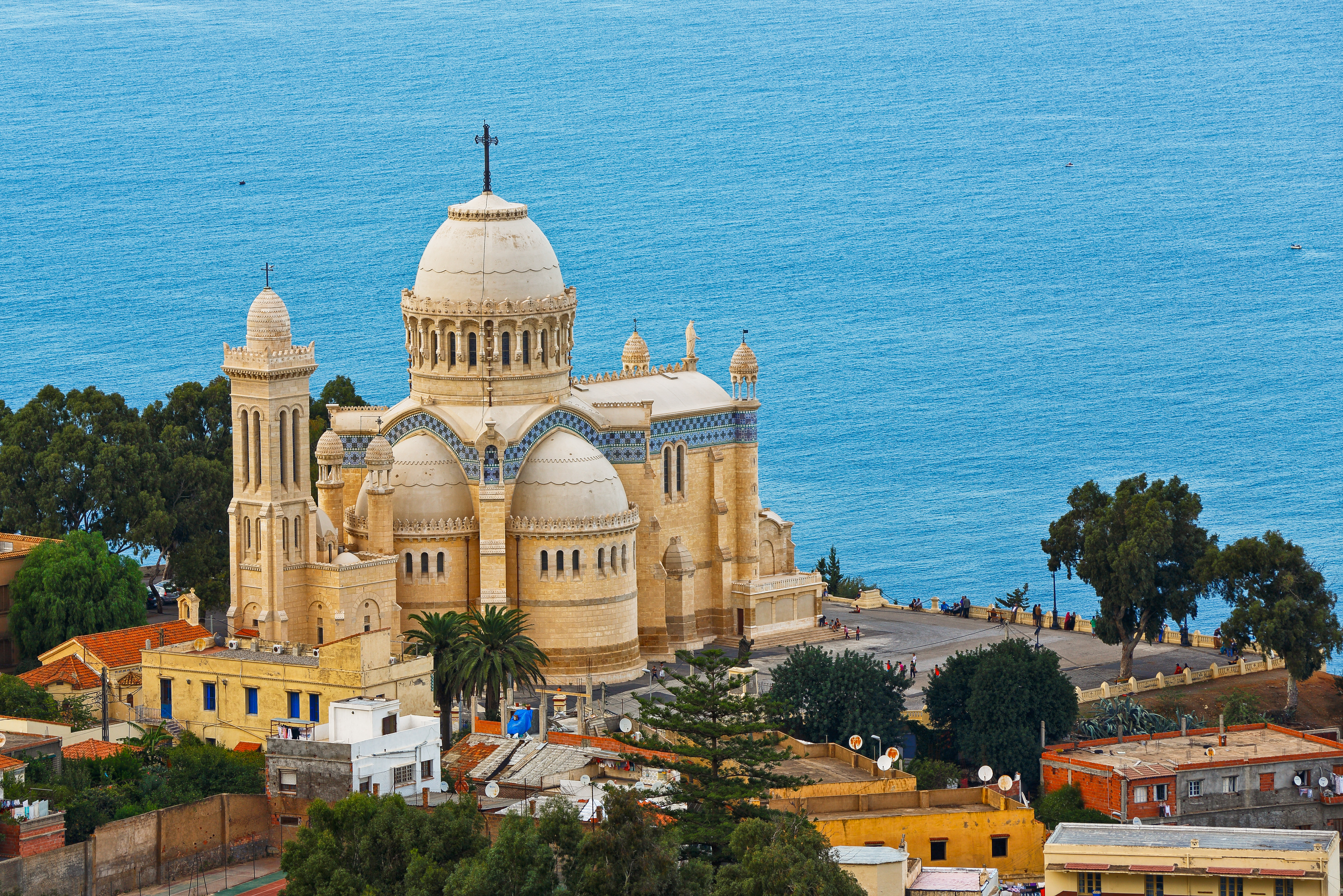
Basilika Unserer Lieben Frau von Afrika (2012)

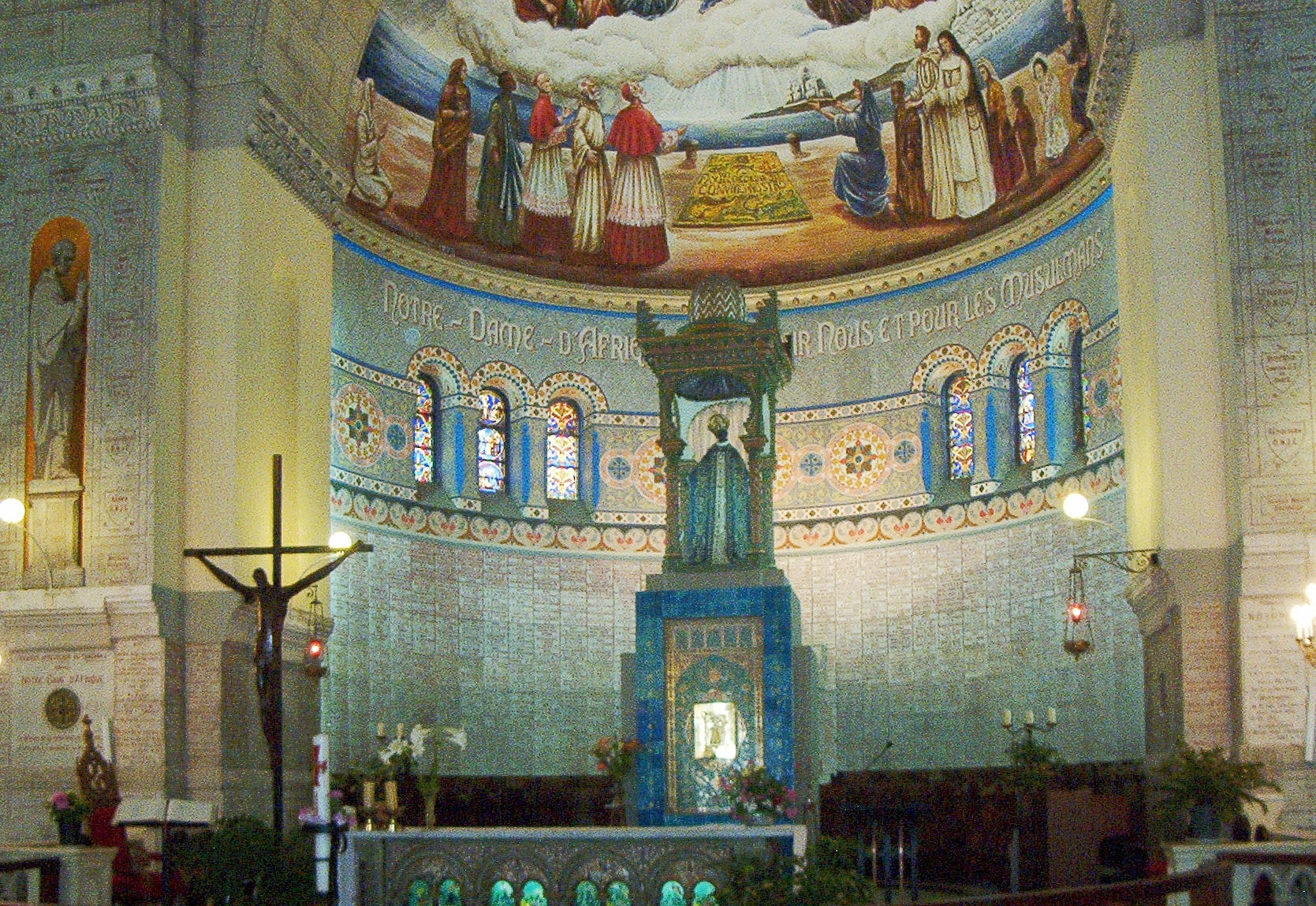
Altarraum mit der Statue Notre-Dame d’Afrique
Apsisinschrift (französisch):
„Unsere Liebe Frau von Afrika, bitte für uns und für die Muslime.“

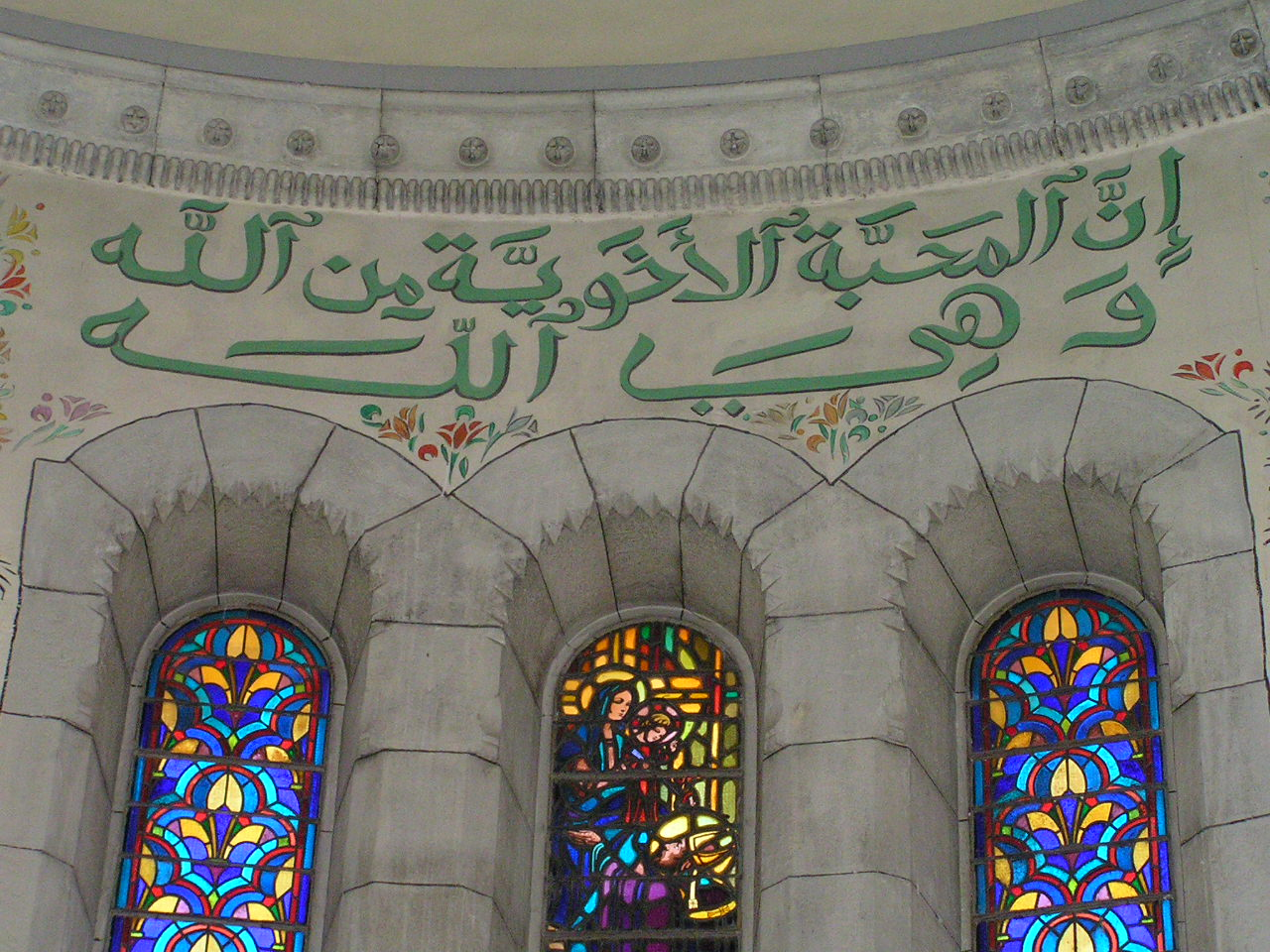
Wandinschrift (arabisch):
„Die brüderliche Liebe kommt von Gott und ist Gott“ (Augustinus, afrikanischer Kirchenvater, De Trinitate VIII, 8).

Die Basilika Unserer Lieben Frau von Afrika (französisch Basilique de Notre-Dame d’Afrique) ist eine römisch-katholische Marien-Wallfahrtskirche und Basilica minor in der algerischen Hauptstadt Algier.

## Geschichte
Die Kirche steht auf einem Steilküstenabschnitt der Bucht von Algier, 124 Meter über dem Meer. Hier schufen Franzosen zu Beginn der Kolonialherrschaft 1846 eine Grotte für eine Schwarze Madonna, die dem ersten Bischof von Algier Antoine Dupuch von den Dames du Sacré-Coeur in Lyon geschenkt worden war. Bald bezeugten Votivtafeln Gebetserhörungen, und die Zahl der Pilger nahm zu. Eine provisorische Kapelle wurde in den 1860er Jahren durch die heutige repräsentative Basilika nach Plänen von Jean Eugène Fromageau ersetzt. Die Weihe im Jahr 1872 vollzog Erzbischof Charles Martial Lavigerie. Wenige Jahre zuvor hatte er hier die Gesellschaft der Missionare von Afrika und die Missionsschwestern Unserer Lieben Frau von Afrika gegründet.
Die Basilika wurde in der Folgezeit aufwendig ausgemalt und ausgestattet. Schäden erlitt sie durch Witterungseinflüsse und Erdbeben, zuletzt 2003. Seit dem Algerienkrieg und der Unabhängigkeit des Landes ging die Zahl der Katholiken in Algier kontinuierlich zurück, die Zahl der Pilger und Touristen wuchs jedoch. 2007 bis 2010 wurde eine dreijährige umfassende Sanierung und Renovierung durchgeführt. Die Kosten von fünf Millionen Euro wurden vom algerischen Staat, von Frankreich, der Europäischen Union sowie privaten Sponsoren und Spendern aufgebracht.

## Architektur
Die Marienbasilika in Algier verbindet byzantinische, arabische und abendländisch-romanische Stilelemente. Sie ist eine Basilika mit kurzem Langhaus und Dreikonchenchor. Über der Vierung steht eine große, kreuzbekrönte Kuppel auf durchfenstertem Rundtambour. Je zwei kleine Ziertürme flankieren die von einer Marienstatue gekrönte Portalfassade und die Hauptapsis; vor dieser steht mittig in der Längsachse der minarettähnliche Glockenturm. Die Wandflächen erscheinen seit der großen Restaurierung 2010 wieder leuchtend weiß. Unter der Dachtraufe verläuft ein breites blau-weißes Ornamentband.

## Ausstattung

### Dekoration und Bilder
Auch die Innengestaltung verbindet orientalische und westliche Elemente. Die reiche, überwiegend blaue Ornamentik ist von osmanischen Moscheen inspiriert. Die biblischen und geschichtlichen Malereien zeigen den Geschmack des romantischen Historismus. Die gekrönte Schwarze Madonna, mit ausgebreiteten Armen, ohne das Jesuskind, in ein kaselartiges, reich besticktes blaues Mantelgewand gehüllt, steht in einem blau-goldenen Ziborium über dem Tabernakel.

### Orgel
Die Orgel mit 26 Registern auf drei Manualen und Pedal ist ein Werk von Charles Mutin. Sie wurde 1911 für die Privatvilla eines reichen Engländers in Algier angefertigt. Nach dessen Tod schenkte seine Witwe sie der Basilika, wo sie 1930 auf einer eigens errichteten Empore aufgestellt wurde.
| I Grand Orgue C–g3 |                    |     |
| 1.                 | Bourdon            | 16′ |
| 2.                 | Flûte harmonique 0 | 08′ |
| 3.                 | Montre             | 08′ |
| 4.                 | Prestant           | 04′ |
| 5.                 | Plein jeu III      |     |
| 6.                 | Trompette          | 08′ |

| II Positif expressif C–g3 |                      |        |
| 07.                       | Salicional           | 8′     |
| 08.                       | Unda maris           | 8′     |
| 09.                       | Cor de nuit          | 8′     |
| 10.                       | Soprano harmonique 0 | 4′     |
| 11.                       | Flûte douce          | 4′     |
| 12.                       | Nazard               | 2 ⁄3′  |
| 13.                       | Tierce               | 1 3⁄5′ |
| 14.                       | Clarinette           | 8′     |
|                           | Tremolo              |        |

| III Recit expressiv C–g3 |                   |     |
| 15.                      | Gambe             | 08′ |
| 16.                      | Voix céleste      | 08′ |
| 17.                      | Flûte traversière | 08′ |
| 18.                      | Viole d’amour     | 04′ |
| 19.                      | Flûte octaviante  | 04′ |
| 20.                      | Octavin           | 02′ |
| 21.                      | Basson            | 16′ |
| 22.                      | Basson-Hautbois 0 | 08′ |
|                          | Tremolo           |     |

| Pedalwerk C–f1 |                 |     |
| 23.            | Soubasse        | 16′ |
| 24.            | Flûte           | 16′ |
| 25.            | Basse ouverte 0 | 08′ |
| 26.            | Trombone        | 16′ |

- Koppeln: II/I, III/I (auch als Suboktavkoppel), III/II, I/P, II/P, III/P